# Down in the Hole
"Down in the Hole" är sjunde spåret på Rolling Stones album Emotional Rescue, släppt 22 juni 1980. Den långsamma blueslåten skrevs av Mick Jagger och Keith Richards och spelades in i juni och oktober 1979.
Texten ställer frågan om pengar är lösningen på några av livets problem. "Will all your money / Keep you from madness / Keep you from sadness / When you're down in the hole?" ("Kan alla dina pengar / Skona dig från vansinne / Skona dig från svårmod / Då du är nere i skiten ?") lyder några strofer på den tre minuter och 58 sekunder långa låten och refrängen lyder: "Down in the gutter / Beggin' for cigarettes / Beggin' for forgiveness / All that you know"("Nere i rännstenen / Tigger cigaretter / Bönar och ber om förlåtelse / Allt det där du vet").

## Medverkande musiker
- Mick Jagger - sång
- Keith Richards och Ron Wood - elgitarr
- Charlie Watts - trummor
- Bill Wyman - elbas
- Sugar Blue - munspel
- Michael Shrieve - slagverk

## Källa
- Lyrics: Down in the hole – keno.org